# プレイハウス

『プレイハウス』（英語: Playhouse）は、フィリピンABS-CBNで2018年9月17日から2019年3月22日まで放送されたテレビドラマ。
| スタブアイコン | サブスタブ | この項目は、まだ閲覧者の調べものの参照としては役立たない、テレビ番組に関連した書きかけの項目です。この項目を加筆・訂正などしてくださる協力者を求めています（P:テレビ/PJ:放送または配信の番組）。 |